# Нас
Насир бин Олу Дара Джоунс (на английски: Nasir bin Olu Dara Jones), по-известен просто като Нас (на английски: Nas), е американски хип-хоп изпълнител, родом от Ню Йорк. От 1994 г. насам има 8 поредни платинени и мултиплатинени албума, с продадени над 25 милиона копия по целия свят.
Нас придобива световна популярност през 1994 г., когато излиза албумът му „Illmatic“. Албумът многократно е определян от критици и хип-хоп фенове като един от най-великите хип-хоп албуми на всички времена и продължава да бъде изключително популярен.

## Дискография
- Illmatic (1994)
- It Was Written (1996)
- The Firm: The Album (1997)
- I Am... (1999)
- Nastradamus (1999)
- Stillmatic (2001)
- The Lost Tapes (2002)
- God's Son (2002)
- Street's Disciple (2004)
- Hip Hop Is Dead (2006)
- Untitled (2008)
- Distant Relatives (с Деймиън Марли) (2010)
- Life Is Good (2012)
- Season of Nasir (2015)
- NASIR (2018)
- The Lost Tapes 2 (2019)
- King's Disease (2020)
- King's Disease II (2021)